# Scouting Labelterreinen

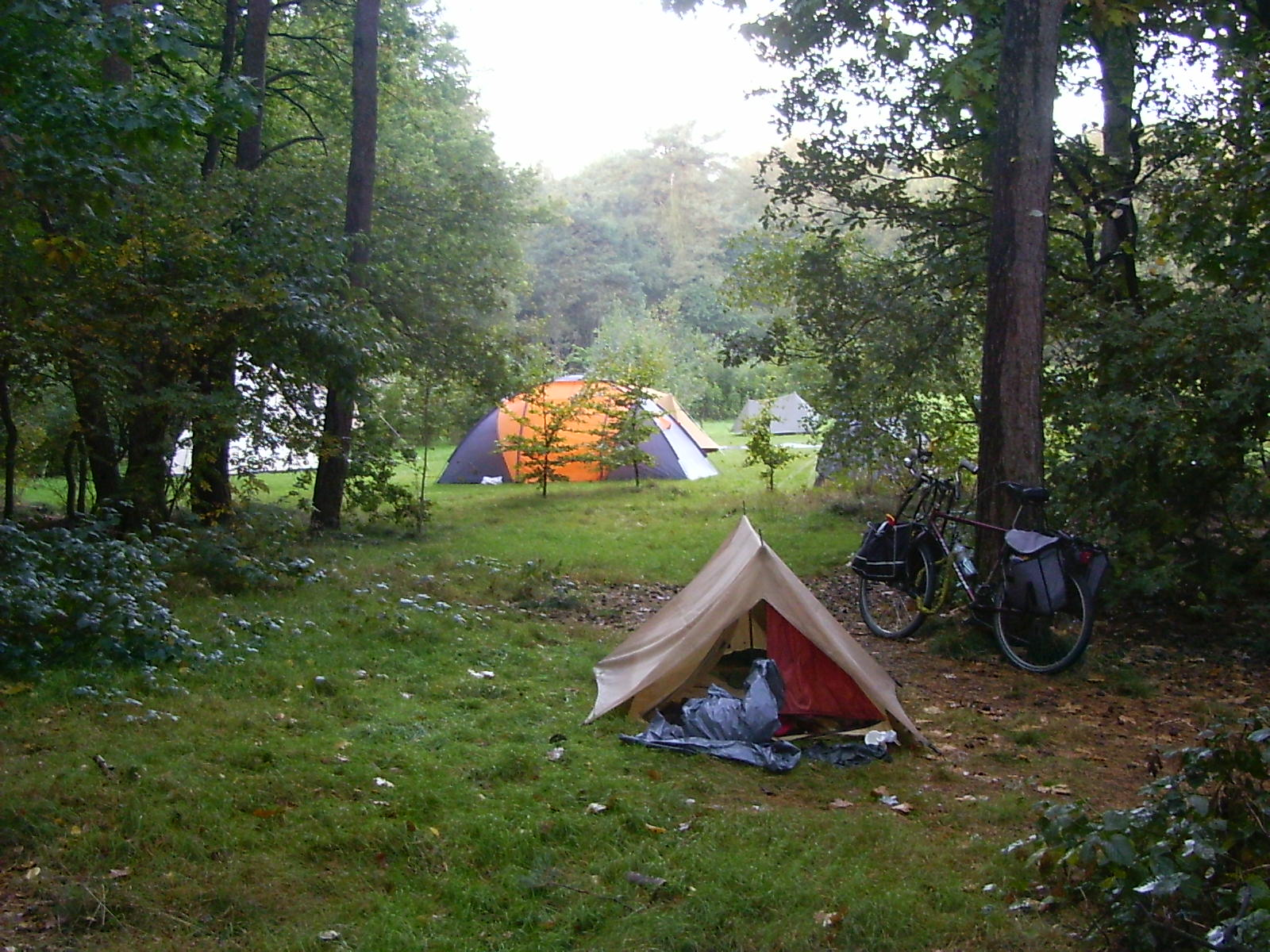
Overasselt

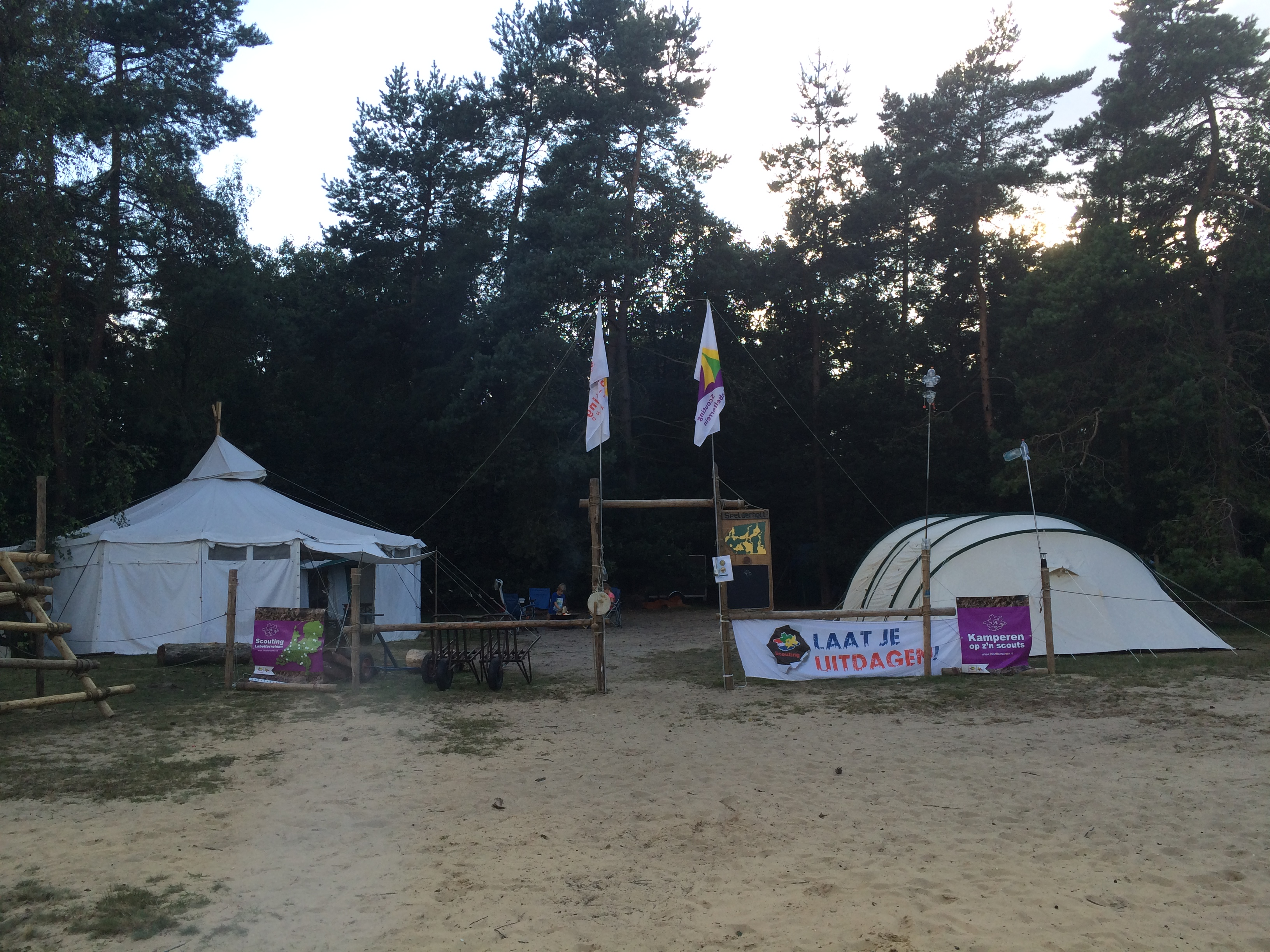
Spelderholt

Scouting Labelterreinen zijn kampeerterreinen voor scouts. Het label, ingevoerd in 1976, is een keurmerk voor de aangesloten terreinen. Om het keurmerk te krijgen, moet een terrein aan diverse richtlijnen voldoen. Het beheer van de terreinen is in handen van vrijwilligers, geheel in lijn met de gehele organisatiestructuur van Scouting Nederland.
Scoutinggroepen kunnen zelfstandig kamperen op de labelterreinen, wel is er kampstaf aanwezig die er onder andere op toeziet dat kampeerders zich aan de geldende kampregels houden. In de meeste gevallen kunnen groepen ver uit elkaar staan waardoor zij privacy hebben ten opzichte van andere kamperende groepen. De terreinen bieden vrijwel altijd ruimte voor het stoken van een kampvuur en overige scoutingactiviteiten. Op een aantal terreinen staat ook een bivakgebouw, dat gehuurd kan worden door scoutingverenigingen. Deze gebouwen worden over het algemeen gebruikt voor de scoutingkampen van de jongere speltakken, zoals welpen, bevers of dolfijnen
Er zijn terreinen waar het, in rustige perioden, ook voor niet-scoutingleden mogelijk is om te kamperen. Sommige labelterreinen hebben faciliteiten voor de mindervalide kampeerder, maar gezien de aard van de terreinen is dit niet altijd mogelijk.

## Overzicht Labelterreinen

### Huidige Labelterreinen[2]
| Provincie     | Plaats                 | Naam terrein                                     | Terrein/Bivakgebouw | Max. aantal personen per terrein/bivakgebouw | Max. aantal personen totaal        |
| ------------- | ---------------------- | ------------------------------------------------ | ------------------- | -------------------------------------------- | ---------------------------------- |
| Drenthe       | Dwingeloo              | Scouting Labelterrein Dwingeloo                  | Kampeerterrein      | 400                                          | 400                                |
| Flevoland     | Zeewolde               | Scoutcentrum Harderhaven                         | Kampeerterrein      | 40                                           | 80                                 |
| Flevoland     | Zeewolde               | Scoutcentrum Harderhaven                         | Bivakgebouw         | 40                                           | 80                                 |
| Flevoland     | Zeewolde               | Scoutinglandgoed Zeewolde                        | Kampeerterrein      | 500                                          | 500 (grote evenementen tot 10.000) |
| Friesland     | Heerenveen             | Scouting Kampeerterrein Heerenveen               | Kampeerterrein      | 100                                          | 100                                |
| Gelderland    | Ede                    | Scouting Kampeerterrein Belmont                  | Kampeerterrein      | 300                                          | 300                                |
| Gelderland    | Hoenderloo             | Spelderholt                                      | Kampeerterrein      | 150                                          | 150                                |
| Gelderland    | Loenen                 | De Vrijenberg                                    | Kampeerterrein      | 250                                          | 250                                |
| Gelderland    | Overasselt             | Scoutingkampeerterrein St. Walrick               | Kampeerterrein      | 560                                          | 560                                |
| Gelderland    | Zelhem                 | Landgoed De Hoenderkamp                          | Kampeerterrein      | 100                                          | 100                                |
| Groningen     | Onstwedde              | Davy Crocketthoeve                               | Kampeerterrein      | 100                                          | 120                                |
| Groningen     | Onstwedde              | Davy Crocketthoeve                               | Bivakgebouw         | 20                                           | 120                                |
| Limburg       | Mook                   | Herrendal                                        | Kampeerterrein      | 160                                          | 216                                |
| Limburg       | Mook                   | Herrendal                                        | Bivakgebouw         | 30                                           | 216                                |
| Limburg       | Mook                   | Herrendal                                        | Bivakgebouw         | 26                                           | 216                                |
| Noord-Brabant | Bergen op Zoom         | Labelterrein Buitenlust                          | Kampeerterrein      | 185                                          | 185                                |
| Noord-Brabant | Borkel en Schaft       | De Malpiesche Bergen                             | Kampeerterrein      | 180                                          | 180                                |
| Noord-Brabant | Heeze                  | Achter ’t Heezerenbosch                          | Kampeerterrein      | 400                                          | 400                                |
| Noord-Brabant | Nistelrode             | Scoutcentrum Achter de Berg                      | Kampeerterrein      | 25                                           | 75                                 |
| Noord-Brabant | Nistelrode             | Scoutcentrum Achter de Berg                      | Bivakbebouw         | 25                                           | 75                                 |
| Noord-Brabant | Nistelrode             | Scoutcentrum Achter de Berg                      | Bivakgebouw         | 25                                           | 75                                 |
| Noord-Holland | Bentveld               | Scoutcentrum Het Naaldenveld                     | Kampeerterrein      | 300                                          | 300                                |
| Noord-Holland | Jisp                   | Eiland ’t Mieuwtje – Scoutingkampeerterrein Jisp | Kampeerterrein      | 50                                           | 50                                 |
| Overijssel    | Eerde                  | Scoutingkampeerterrein Eerde                     | Kampeerterrein      | 150                                          | 150                                |
| Overijssel    | Ommen                  | Buitencentrum Gilwell Ada’s Hoeve                | Kampeerterrein      | 560                                          | 606                                |
| Overijssel    | Ommen                  | Buitencentrum Gilwell Ada’s Hoeve                | Bivakgebouw         | 46                                           | 606                                |
| Utrecht       | Austerlitz             | Scoutcentrum PBC Austerlitz                      | Kampeerterrein      | 400                                          | 400                                |
| Utrecht       | Baarn                  | Scoutcentrum Buitenzorg                          | Kampeerterrein      | 700                                          | 785                                |
| Utrecht       | Baarn                  | Scoutcentrum Buitenzorg                          | Bivakgebouw         | 65                                           | 785                                |
| Utrecht       | Baarn                  | Scoutcentrum Buitenzorg                          | Bivakgebouw         | 20                                           | 785                                |
| Zuid-Holland  | 's-Gravenzande         | Kampeerterrein Staelduin                         | Kampeerterrein      | 280                                          | 280                                |
| Zuid-Holland  | Pijnacker              | Labelterrein Bieslandse Bos                      | Kampeerterrein      | 150                                          | 150                                |
| Zuid-Holland  | Capelle aan den IJssel | Scoutcentrum Rotterdam                           | Kampeerterrein      | 300                                          | 373                                |
| Zuid-Holland  | Capelle aan den IJssel | Scoutcentrum Rotterdam                           | Bivakgebouw         | 73                                           | 373                                |
| Zuid-Holland  | Warmond                | Zeeverkenners Centrum Kagerplassen               | Kampeerterrein      | 200                                          | 200                                |
| Zeeland       | Brouwershaven          | Dwars in de weg                                  | Kampeerterrein      | 75                                           | 75                                 |

### Voormalige Labelterreinen
| Provincie     | Plaats     | Naam terrein            |
| ------------- | ---------- | ----------------------- |
| Flevoland     | Zeewolde   | De Banken               |
| Friesland     | Heerenveen | Scoutcentrum Heerenveen |
| Limburg       | Bergen     | Kampeerterrein Bergen   |
| Limburg       | Bergen     | Wellerooi en Well       |
| Limburg       | Gennep     | Heyen                   |
| Noord-Brabant | Sterksel   | De Vrolijke Jager       |
| Overijssel    | Ommen      | Zeesserveld             |
| Utrecht       | Bilthoven  | Ridderoordbos           |
| Zeeland       | Veere      | Scoutcentrum Zeeland    |